# Thomas Edlund
Thomas Bernhard Edlund, född 31 juli 1951, är en svensk professor emeritus i molekylär genetik vid Umeå universitet. 
Han disputerade vid Umeå universitet 1980 med en avhandling om kopplingen mellan mekanismer för penicillinresistens och mångfaldigande av DNA i kolibakterier. Edlund utnämndes 1988 till professor i molekylär genetik vid Umeå universitet. Han är medförfattare till en forskningsartikel publicerad i Nature 1994, om Insulin-promotor-factor 1 (IPF-1), som citerats (2021) ungefär 2 000 gånger.
Thomas Edlund och hustrun Helena Edlund grundade 2001 bioteknikföretaget Betagenon, som inriktats på att utveckla läkemedel mot cancer, typ 2-diabetes och dyslipidemi.

## Utmärkelser
- 1992 – Göran Gustafssonpriset i molekylär biologi.
- 2000 – Axel Hirschs pris.[6]
- 2000 – Invald i Kungliga Vetenskapsakademien med nummer 1457, i klassen för biologiska vetenskaper.[7]
- 2014 – Makarna Edlund tilldelades Baltics samverkanspris med entreprenörskapsinriktning.[8]